# Creative New Zealand
Creative New Zealand, anciennement le Queen Elizabeth II Arts Council of New Zealand est une société de la Couronne fondée le 22 octobre 1963 et agissant à titre de conseiller artistique du gouvernement de la Nouvelle-Zélande. Elle est créée pour promouvoir et protéger l'étude, le partage et la production des œuvres d'art et de la culture néo-zélandaise. Elle procure des moyens financiers à des artistes néo-zélandais et encourage la production artistique en Nouvelle-Zélande. 
Elle est sous la tutelle du ministère de la Culture et du Patrimoine. 

## Histoire
Le Queen Elizabeth II Arts Council of New Zealand est fondé en 1963 sous la forme d'une société de la Couronne britannique. 
En 1994, il est remplacé par Creative New Zealand. Cet organisme relève du Conseil des arts de la Nouvelle-Zélande (en anglais : Arts Council of New Zealand Toi Aotearoa) et est chargé d'« encourager, promouvoir et soutenir les arts en Nouvelle-Zélande pour le bénéfice de tous les Néo-Zélandais. ».
En 2022, le comédien James Wenley pointe le manque de financement des arts en Nouvelle-Zélande et les déficiences de Creative New Zealand, qui ne serait pas doté d'un budget suffisant,.